# Under the Blacklight
Under the Blacklight é o quarto álbum de estúdio da banda norte-americana de rock Rilo Kiley, lançado a 20 de agosto no Reino Unido, 21 de agosto nos Estados Unidos e 24 de agosto na Alemanha. No Brasil, porém, permanece inédito. Até o momento o único single do disco é "The Moneymaker", sendo que o próximo a ser lançado será "Silver Lining".

## Faixas
Todas as músicas foram compostas pela vocalista Jenny Lewis, exceto aquelas cujos compositores aparecem entre parênteses.
1. "Silver Lining" - 3:35
2. "Close Call" - 3:20
3. "The Moneymaker" - 2:51
4. "Breakin' Up" (Jenny Lewis/Blake Sennett) - 3:37
5. "Under the Blacklight" - 3:33
6. "Dreamworld" (Blake Sennett/Morgan Nagler) - 4:43
7. "Dejalo" (Jenny Lewis/Johnathan Rice) - 3:16
8. "15" - 2:50
9. "Smoke Detector" - 2:58
10. "The Angels Hung Around" - 3:03
11. "Give a Little Love" - 3:41

As faixas 1 a 4 e 6 foram produzidas por Jason Lader e Rilo Kiley. Faixas 5 e 7 a 11 produzidas por Mike Elizondo.